# Owen Grady
Owen Grady è un personaggio immaginario del franchise di Jurassic Park. 
Introdotto nel film Jurassic World (2015), il primo capitolo della trilogia di Jurassic World, è interpretato da Chris Pratt. Grady è un ex membro della U.S. Navy e un esperto di comportamento animale, impegnato nello studio dei Velociraptor nel parco tematico Jurassic World sull'Isla Nublar. È uno dei protagonisti principali della trilogia, insieme a Claire Dearing (interpretata da Bryce Dallas Howard) e a Maisie Lockwood (interpretata da Isabella Sermon), sua figlia adottiva.
Nei sequel, Jurassic World - Il regno distrutto (2018) e Jurassic World - Il dominio (2022), il personaggio continua a essere un punto centrale della trama. In Fallen Kingdom, Owen e Claire si riconciliano mentre cercano di salvare Blue, l'ultimo raptor della sua vecchia squadra. In Dominion, Owen e Claire crescono Maisie e intraprendono una missione per salvarla, insieme al cucciolo di Blue, Beta, rapito dalla Biosyn.
Il concetto di un "addestratore di raptor" fu proposto da Steven Spielberg nel 2004, anche se inizialmente fu criticato per l'idea di addestrare dinosauri per missioni. Nel 2013, Colin Trevorrow integrò l'idea nel suo progetto, sviluppandola ulteriormente.
Owen Grady è considerato uno dei ruoli più popolari di Chris Pratt. Sebbene la caratterizzazione del personaggio sia stata oggetto di alcune critiche, la performance di Pratt è stata generalmente apprezzata, con alcuni che considerano Owen uno dei migliori personaggi della serie di Jurassic Park.

## Biografia del personaggio

### Jurassic World(2015)
Owen Grady è un ex membro della U.S. Navy e un esperto in comportamento animale, che lavora come addestratore e ricercatore di Velociraptor nel parco tematico Jurassic World, situato sull'Isla Nublar. Owen, insieme al suo collega Barry Sembène, studia il comportamento di quattro velociraptor nell'ambito di una ricerca commissionata da InGen e dal suo capo Vic Hoskins. L'obiettivo della ricerca è testare l'intelligenza degli animali, ma Owen e Barry si oppongono ai piani a lungo termine di Hoskins, che desidera trasformare i raptor in armi militari. Owen sottolinea che il suo legame con i raptor è di tipo personale e che gli animali rispondono a lui solo in condizioni controllate.
In passato, Owen aveva avuto una breve relazione romantica con Claire Dearing, la direttrice delle operazioni del parco, ma le loro personalità contrastanti avevano causato la fine del rapporto dopo un solo appuntamento. Per aumentare l'afflusso di visitatori, Jurassic World crea un dinosauro ibrido geneticamente modificato, l'Indominus rex. Owen si oppone fortemente a questa creazione, ritenendo che i dinosauri esistenti fossero già abbastanza straordinari. Inoltre, critica il recinto dell'Indominus rex, che non permette alcuna interazione sociale con l'animale.
Quando l'Indominus rex riesce a fuggire dal suo recinto, Owen chiede senza successo che venga abbattuto. Successivamente, aiuta Claire a trovare i suoi nipoti, Zach e Gray Mitchell, che si sono persi sull'isola. Durante un'incursione di Pterosauro, Claire salva Owen da un attacco di un Dimorphodon, e i due si riavvicinano, iniziando una nuova relazione romantica.
Quando Hoskins decide di utilizzare i raptor per cacciare l'Indominus rex, Owen acconsente a condizione di comandare personalmente l'operazione. Tuttavia, il piano fallisce quando l'Indominus rex riesce a diventare il capo del branco di raptor, usurpando Owen. I raptor si rivoltano contro il team di mercenari di Hoskins, causando la morte di uno degli animali. In seguito, Owen ristabilisce il suo legame con i raptor sopravvissuti, due dei quali vengono uccisi durante l'attacco all'Indominus rex. Alla fine, l'Indominus rex viene abbattuto, e l'ultimo raptor sopravvissuto, una femmina di nome Blue, viene lasciato sull'isola. Owen e Claire decidono di rimanere insieme.

### Jurassic World - Il regno distrutto(2018)
Sono trascorsi tre anni dall'incidente di Jurassic World. Owen e Claire hanno interrotto la loro relazione, e Owen si sta dedicando alla costruzione di una cabina. Viene coinvolto da Claire in una missione per salvare i dinosauri dell'Isla Nublar, in particolare Blue, dalla minaccia di un'eruzione vulcanica. Durante la missione, il gruppo scopre di essere stato tradito da Ken Wheatley e dal suo datore di lavoro Eli Mills, assistente di Sir Benjamin Lockwood.
Owen e Claire si recano alla tenuta di Lockwood, nel nord della California, dove incontrano la nipote di nove anni di Benjamin Lockwood, Maisie. I due scoprono che Mills sta vendendo illegalmente i dinosauri all'asta, avendo ucciso Benjamin Lockwood per portare a termine il suo piano. Owen interrompe l'asta e ingaggia una lotta fisica con le guardie per impedire che un nuovo ibrido genetico, l'Indoraptor, venga esportato. Mills e il dottor Henry Wu cercano anche di ingegnerizzare un altro Indoraptor con modifiche comportamentali avanzate basate sulle ricerche passate di Owen sui raptor, in particolare su Blue e i suoi fratelli.
Quando l'Indoraptor riesce a fuggire, ferisce Claire alla gamba e inizia a inseguire Maisie. Nonostante la sua ferita, Claire esorta Owen a lasciare la scena e proteggere Maisie, scambiando con lui un bacio prima che lui si allontani. Alla fine, l'Indoraptor viene abbattuto, e Blue è lasciata libera di vagare. Maisie, nel frattempo, rilascia gli altri dinosauri imprigionati per salvarli da una fuga di cianuro di idrogeno. Owen e Claire si riconciliano e, diventati genitori adottivi di Maisie, scoprono che la ragazza è in realtà un clone genetico della defunta figlia di Benjamin Lockwood.

### Jurassic World - Il dominio(2022)
Sono trascorsi quattro anni dagli eventi di Fallen Kingdom. Owen e Claire vivono con Maisie nella loro cabina situata nelle montagne della Sierra Nevada, dove si occupano di proteggere i dinosauri dai bracconieri. Per la preoccupazione che le compagnie genetiche possano fare ricerche su Maisie a causa della sua condizione di clone, i due tengono la ragazza lontana dalla civiltà, suscitando la sua frustrazione. Owen e Claire si trovano a dover decidere se reintegrare Maisie nella società per darle una vita normale, pur temendo di perderla. Nel frattempo, Owen si ricongiunge con Blue, che ha stabilito il suo nido nelle vicinanze e ha avuto una figlia, Beta, attraverso riproduzione asessuata.
Maisie e Beta vengono rapite da bracconieri e vendute alla Biosyn. Owen promette a Blue che riporterà sua figlia, anche se Blue lo ferisce alla mano destra per la rabbia e la disperazione, ma si fida di lui. Owen e Claire seguono la traccia dei rapitori fino a un mercato nero a Malta, dove Barry, ora agente dei servizi segreti francesi, li aiuta. Durante l'operazione, i dinosauri riescono a fuggire quando il mercato nero viene interrotto. Owen interroga il rapitore di Maisie, Rainn Delacourt, per scoprire dove si trovi la ragazza, ma non riesce ad ottenere informazioni chiare. Owen viene quindi inseguito da un gruppo di Atrociraptor mentre Claire scopre che Maisie e Beta sono state portate alla sede della Biosyn in Italia. Owen e Claire viaggiano in Italia, con l'aiuto della pilota Kayla Watts, e riescono a liberare le due. Successivamente, la famiglia si unisce ad Alan Grant, Ellie Sattler, Ian Malcolm e Ramsay Cole per fuggire dalla Biosyn.
Nel film, Owen si rivela essere un grande ammiratore dei sopravvissuti di Jurassic Park, in particolare di Alan Grant, i cui lavori studia. Dopo aver restituito Beta a Blue e scambiato con lei un ultimo sguardo, Owen si stabilisce con Claire e Maisie, iniziando una nuova vita insieme.

## Concezione e sviluppo

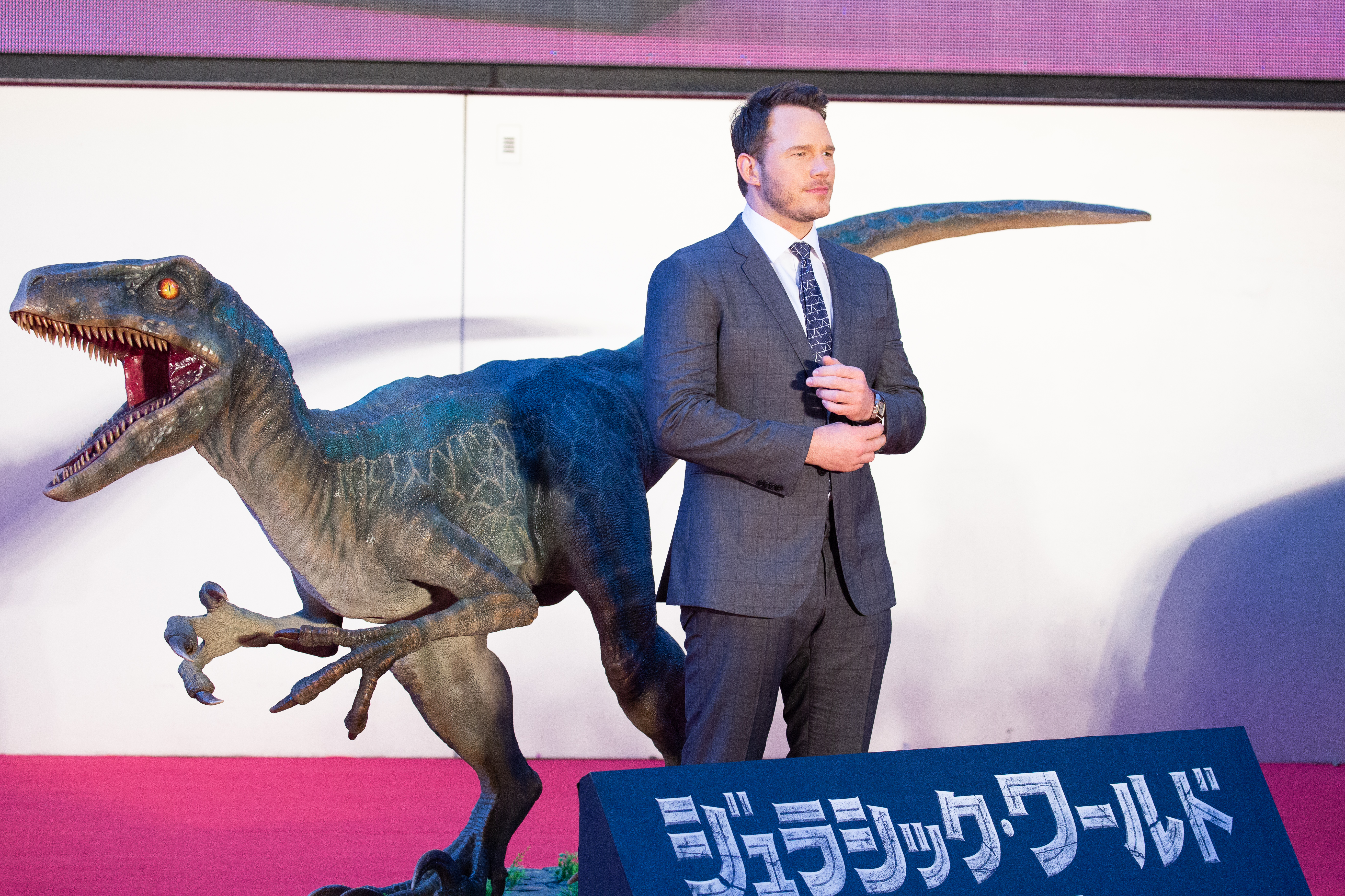
Chris Pratt con una statua di Blue alla premiere Giapponese di Jurassic World - Il regno distrutto

La produzione di Jurassic World ha attraversato un lungo periodo di sviluppo. Nel 2004, gli sceneggiatori William Monahan e John Sayles avevano redatto delle bozze in cui il protagonista, Nick Harris, un ex mercenario, veniva incaricato di addestrare un team di cinque Deinonychus per missioni speciali. Questa idea fu proposta dal produttore esecutivo Steven Spielberg, che pur respingendo le prime bozze, ne intravide il potenziale. Nel 2012, i sceneggiatori Rick Jaffa e Amanda Silver furono assunti per scrivere una nuova versione, che prevedeva nuovamente rapaci addestrati per missioni.
Nel 2013, Colin Trevorrow fu scelto come regista e, insieme a Derek Connolly, scrisse una nuova sceneggiatura, pur mantenendo l'idea dell'addestratore di rapaci, ma ridimensionandola rispetto alla versione precedente. Il personaggio di un addestratore di velociraptor, Vance, che sosteniva la militarizzazione dei rapaci, fu modificato, poiché Trevorrow non condivideva questa visione, sostenendo che la militarizzazione dei rapaci avrebbe dovuto essere attribuita al cattivo della storia.
Nel casting, Josh Brolin fu inizialmente considerato per il ruolo di Owen, ma alla fine non ricevette l'offerta, anche se in seguito dichiarò di aver rifiutato il ruolo. Chris Pratt, conosciuto per il suo ruolo comico in Parks and Recreation, fu scelto per il ruolo di Owen dopo che Trevorrow lo notò nel film Zero Dark Thirty (2012), sebbene inizialmente fosse scettico riguardo alla sua fama comica. La parte gli fu assegnata prima del successo di Guardiani della Galassia (2014), che lo consacrò come star del cinema.
Il personaggio di Owen fu descritto come una combinazione tra Alan Grant e Ian Malcolm, con Pratt che ne delineò la backstory, facendolo precedentemente da addestratore ai delfini per la Marina degli Stati Uniti prima di lavorare a Jurassic World. Per prepararsi al ruolo di addestratore di raptor, Pratt si allenò con l'addestratore di animali Randy Miller. Inoltre, la scelta di un giubbotto di pelle per il costume di Owen fu frutto del lavoro del designer Daniel Orlandi.

## Accoglienza
Owen Grady è uno dei ruoli più popolari di Chris Pratt. La sua performance nel film Jurassic World è stata generalmente apprezzata dalla critica, con alcuni recensori che lodano la sua capacità di combinare il carisma e l'autorità del personaggio. Peter Bradshaw di The Guardian ha scritto che Pratt "offre una performance tremendamente simpatica come Owen: rilassato e facile, situato su una continuità tra Harrison Ford e Tom Hanks". Inoltre, la chimica tra Pratt e Bryce Dallas Howard è stata descritta da Robbie Collin di The Daily Telegraph come simile a quella tra Ian Solo e la Principessa Leila Organa.
Tuttavia, alcune recensioni hanno criticato il film per non sfruttare appieno il talento comico di Pratt. Peter Travers di Rolling Stone ha affermato che Pratt "è fantastico come eroe d'azione, ma avrebbe potuto fare di più col suo sapore comico". Allo stesso modo, Jake Coyle dell'Associated Press ha lamentato che Pratt "si concentra più sull'intensità che sull'uso della sua persona spiritosa, un grande spreco dei suoi talenti naturali". Malgrado queste critiche, altri recensori, come Brian Truitt di USA Today, hanno apprezzato la sua interpretazione, definendolo un "eroe d'azione dal fascino ruffiano".
Nei film successivi della serie, Jurassic World - Il regno distrutto e Jurassic World - Il dominio, alcune recensioni hanno continuato a criticare la sottoutilizzazione delle capacità comiche di Pratt. Jesse Hassenger di The A.V. Club ha scritto che la serie "continua a sprecare le abilità comiche di Pratt". Altri come Peter Travers hanno osservato che Pratt è stato ridotto a un "pedone" senza personalità. Nonostante ciò, alcuni recensori hanno notato miglioramenti. Owen Gleiberman di Variety ha scritto che Pratt ne Il regno distrutto "alza la posta, mostrando una sincerità snodabile e magra", mentre Brian Bishop di The Verge ha trovato il suo "classico atteggiamento da ragazzo stupido" divertente, anche se ha osservato che le scene romantiche con Bryce Dallas Howard mancavano di chimica.
Un aspetto iconico del personaggio è il gesto delle mani, che Owen usa per calmare i raptor, diventato un meme nel 2015. Il gesto è stato replicato dai guardiani zoologici verso gli animali moderni, e ne Il dominio il personaggio di Pratt continua a utilizzarlo su altri dinosauri, con un effetto che alcuni critici, come Alonso Duralde di TheWrap, hanno trovato ripetitivo e stucchevole. Tuttavia, altri come Anne Victoria Clark di Vulture hanno apprezzato la logica dietro il gesto, notando che i predatori moderni possono essere intimiditi da esso.